# Prêmio E. Mead Johnson
O Prêmio E. Mead Johnson (em inglês:  E. Mead Johnson Award), concedido pela Society for Pediatric Research, foi estabelecido em 1939 em reconhecimento a conquistas em pesquisas clínicas e laboratoriais em pediatria. Foi estabelecido pela Mead Johnson Nutritionals, uma subsidiária da Bristol-Myers Squibb, denominado em memória de Edward Mead Johnson, um co-fundador da Johnson & Johnson, companhia que a originou.
Em alguns anos são concedidos dois prêmios. Algumas vezes dois pesquisadores compartilham um prêmio.

## Recipientes
Fonte: American Pediatric Society/Society for Pediatric Research
- 1939 Frederic Andrews Gibbs, Dorothy Hansine Andersen
- 1940 Robert Edward Gross, Lee E. Farr
- 1941 René Dubos, Albert Sabin
- 1942 David Bodian e Howard A. Howe, Harold E. Harrison e Helen C. Harrison
- 1943 Hattie Alexander, Philip Levine
- 1944 Fuller Albright, Josef Warkany
- 1945 no awards given
- 1946 Horace L. Hodes, Paul A. Harper
- 1947 Helen Taussig, Louis Diamond
- 1948 Wolf W. Zuelzer, Benjamin Spock
- 1949 Nathan B. Talbot, Henry L. Barnett
- 1950 Charles D. May e Harry Shwachman, Gertrude Henle e Werner Henle
- 1951 Willard Mosher Wallace, Victor A. Najjar
- 1952 Seymour Stanley Cohen, Orvar Swenson e Edward B.D. Neuhauser
- 1953 Frederick Chapman Robbins e Thomas Huckle Weller, Margaret H. Smith
- 1954 Robert E. Cooke, Vincent C. Kelley
- 1955 Robert Alan Good
- 1956 David Gitlin, Arnall Patz
- 1957 Alfred M. Bongiovanni e Walter R. Eberlein, Albert Dorfman
- 1958 William Silverman, Norman Kretchmer
- 1959 C. Henry Kempe, Barton Childs
- 1960 Robert A. Aldrich, Irving Schulman
- 1961 Lytt Irvine Gardner, Donald E. Pickering
- 1962 Park S. Gerald, Robert L. Vernier
- 1963 Daniel Carleton Gajdusek, Richard T. Smith
- 1964 Robert Merritt Chanock, Abraham M. Rudolph
- 1965 David Y.-Y Hsia, L. Stanley James
- 1966 William H. Tooley, Robert W. Winters
- 1967 Henry Neil Kirkman, Henry M. Meyer e Paul D. Parkman
- 1968 Mary Ellen Avery, Charles Scriver
- 1969 Frederick C. Battaglia, Gerard B. Odell
- 1970 Myron Winick, Joseph A. Bellanti
- 1971 Paul G. Quie, Fred Rosen
- 1972 Chester M. Edelmann, Frank Oski
- 1973 Henry L. Nadler, James G. White
- 1974 Andre J. Nahmias, E. Richard Stiehm
- 1975 John Bennett Robbins e David Hamilton Smith, Rawle M. McIntosh
- 1976 Haig H. Kazazian, David Rimoin
- 1977 Arthur J. Ammann, Michael E. Miller
- 1978 Samuel A. Latt, Pearay L. Ogra
- 1979 Philip L. Ballard, Harvey R. Colten
- 1980 R. Michael Blaese, S. Michael Mauer
- 1981 Robert J. Desnick, Erwin W. Gelfand
- 1982 Larry J. Shapiro, Jerry A. Winkelstein
- 1983 Laurence A. Boxer, Samuel E. Lux
- 1984 Jan Breslow, John A. Phillips
- 1985 Russell W. Chesney, Augustine Joseph D'Ercole
- 1986 Raif Salim Geha, Alan H. Jobe
- 1987 Donald C. Anderson, Stuart Orkin
- 1988 Jeffrey A. Whitsett, Barry Wolf
- 1989 Steven M. Reppert, Robert H. Yolken
- 1990 Gregory A. Grabowski, Arnold W. Strauss
- 1991 Louis Martens Kunkel, Ronald Worton
- 1992 Ann Arvin, Francis Collins e Tsui Lap-Chee
- 1993 Edward R.B. McCabe, Alan L. Schwartz
- 1994 David A. Williams, David H. Perlmutter
- 1995 Margaret K. Hostetter, Alan M. Krensky
- 1996 Perrin C. White, Huda Zoghbi
- 1997 Donald Y.M. Leung, Elaine Tuomanen
- 1998 Jonathan D. Gitlin, James Lupski, Jeffrey C. Murray
- 1999 Steven H. Abman e Chaim M. Roifman
- 2000 Mark A. Kay e Gregg Leonard Semenza
- 2001 Alan D. D'Andrea, Steve A.N. Goldstein
- 2002 Nancy Andrews, Markus Grompe
- 2003 Gregory S. Barsh, Val C. Sheffield
- 2004 Bruce D. Gelb, Friedhelm Hildebrandt
- 2005 Elizabeth C. Engle, Terence R. Flotte
- 2006 James E. Crowe, David Pellman
- 2007 Marc E. Rothenberg, Deepak Srivastava
- 2008 Todd Golub, Victor Nizet
- 2009 George Q. Daley, Brendan Lee
- 2010 Jean-Laurent Casanova, Fernando Pedro Polack
- 2011 Joel Hirschhorn, Eric Vilain
- 2012 Scott Armstrong, Nicholas Katsanis
- 2013 William T. Pu, Bradley L. Schlaggar
- 2014 Atul Butte, John Vance Williams
- 2015 Ophir David Klein, Loren D. Walensky
- 2016 Kimberly Stegmaier, Sing Sing Way